# ガラス税
ガラス税（ガラスぜい、英: glass tax）は、イギリスで徴収された税金。ガラスの原材料への課税であるが、実質的にはガラスへの直接税であり、1695年から1699年までと1746年から1845年まで徴収された。17世紀のガラス税は貧困層の失業を引き起こして4年で廃止され、18から19世紀のガラス税は度重なる増税の結果、イギリスのガラス工業の発展を阻害するに至り、1835年の減税を経て第2次ピール内閣期の1845年に廃止された。

## 17世紀のガラス税
17世紀の王政復古期イングランド王国ではガラス工業が定着し、量・質ともに進歩していたが、いまだにフランス製ガラス製品が流行していた。1688年に大同盟戦争が勃発すると、フランスからのガラス輸入が禁止され、イングランドのガラス工業が繁栄したが、1695年に成立した1694年税法によりガラスやガラス製造に必要な石炭が課税された。長期公債の財源確保を目的とする課税であり、すべてのガラス製品が課税され、当時すでに広まっていたガラス瓶も課税を免れることはできなかった。
ガラス工業にとってガラス税が重圧であることは明らかであり、りんご酒の容器がガラス瓶から木樽に逆戻りした。またガラス製品を輸出する場合はガラス税が払い戻されるが、手続きが煩雑であるうえ、国内の需要減退により輸出製品を値下げできず、多くの国外販路が失われた。
1698年には庶民院の調査委員会でガラス工業への重圧が認められたため、ガラス税の税率が半分に引き下げられ、ガラス瓶のライバルとなる石器と陶器への税金も同時に撤廃された。しかしこの施策は状況を改善できず、ガラス工場はガラスの生産量を減らすことで対応した。これにより、ガラス工業で使用される石炭の量が大幅に低下し、元々徴税が難しかったところを石炭税の税収低下により、徴税自体が採算に合わない可能性が浮上した。またガラス工業の縮小により貧困層が仕事を失う問題も生じた。その結果、ガラス税は1699年に廃止された。

## 18から19世紀のガラス税

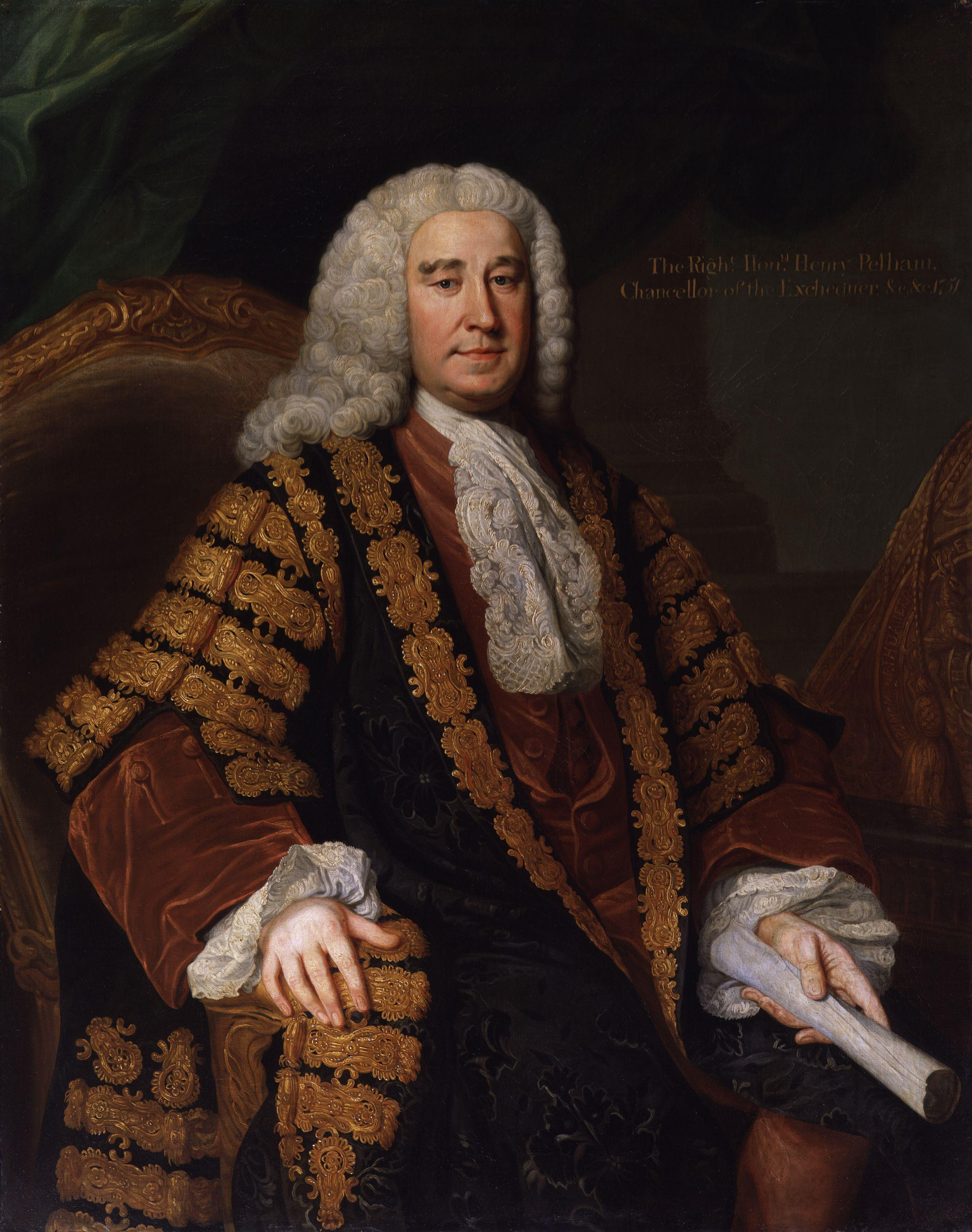
ガラス税を導入した首相ヘンリー・ペラム、ウィリアム・ホーア画。

オーストリア継承戦争と1745年ジャコバイト蜂起の鎮圧への戦費を調達すべく、1746年に首相ヘンリー・ペラムが再びガラス税を導入した。このときのガラス税ではガラスの輸入関税がかけられ、国内で製造されたガラスには原材料に対して課税された。税率は板ガラス、クラウンガラス、フリントガラスなどのホワイトガラスについては1ハンドレッドウェイト毎に9シリング4ペンス、ガラス瓶などのグリーンガラスについては1ハンドレッドウェイト毎に2シリング4ペンスだった。ガラス税はグレートブリテン王国で徴収され、アイルランド王国は対象外だった。
ガラス工場の所有者はガラス製造に使用する工場、炉、ガラスの貯蔵所を関税局に登録し、操業開始前に届出することを義務化つけられ、当局の監督のもとで操業した。19世紀の歴史学者スティーブン・ダウェルによれば、この時点ではイギリスのガラス業はペラムが導入したガラス税で大打撃を受けることはなかった。
1777年、首相ノース卿がガラスの原材料の輸入関税を撤廃し、代わりにガラス製品の輸入関税率を上げた。国内で製造されたガラスに使用される原材料への課税では税率を約2倍に上げ、板ガラス、フリントガラス、ステンドグラスは18シリング8ペンス、クラウンガラス、薄板ガラスは14シリング、ブロード・シート・ガラスは7シリング、ガラス瓶用ガラス、園芸用ガラスは3シリング6ペンスとした。その後、ノース内閣期の1779年、1781年、1782年、第1次小ピット内閣期の1794年、第2次小ピット内閣期の1805年、パーシヴァル内閣の1812年に増税された。1812年の増税後の税率はフリントガラスが4ポンド18シリング、クラウンガラスと薄板ガラスが3ポンド13シリング6ペンス、ブロード・シート・ガラスが1ポンド10シリング、ガラス瓶用ガラスが8シリング2ペンスだった。
1786年のイーデン条約（英仏通商条約）が締結された後にはイギリスのガラス製品がフランスに輸入されるようになり、1793年時点の税収はイングランドで170,612ポンド、スコットランドで12,777ポンドだった。1794年の増税でガラス工業が衰退し、1812年の増税でさらに大打撃を受け、1815年時点の税収は424,787ポンド（輸出用ガラスとして還付された税金428,346ポンドを引いた値）となった。
度重なる増税により板ガラスの税収が大幅に低下したため、1819年に板ガラスの税率が3ポンドに引き下げられ、1825年にも再度減税された。その後、1828年時点の税収が572,892ポンド（輸出用ガラスとして還付された税金379,365ポンドを引いた値）となったが、イギリスのガラス工業が回復するには至らず、1830年に第4代準男爵サー・ヘンリー・パーネルが『On Financial Reform』でガラス税のガラス工業への悪影響を批判した。これを受けてグレイ伯爵内閣の財務大臣オールトラップ子爵ジョン・スペンサーが1831年の予算案でガラス税の廃止を提案したが、可決されなかった。この年の税収はイングランドで461,882ポンド、スコットランドで70,256ポンドとなった。
1835年の関税調査委員会の報告書によれば、ガラス税がガラス工業への直接税のような効果を有したため、ガラスの使用が減り、ガラス工業の発達を妨げて外国との競争に打ち勝つための障害になったという。これにより、同報告書はガラス税を「これ以上反対理由の多い税金は存在しない」として批判し、廃止を勧告した。このほか、レンズ工場では徴税の基準により悪影響を受けた。すなわち、大まかにはガラスが作られるごとに税金が徴収されたため、レンズの作製に失敗し、一度溶かして再度作製する場合はレンズガラスが2枚作られたものとして徴税されてしまう。これによりジョージ・ドランドのドランズ社（Dollond's）などが何重も徴税される形になり、やがて高品質な光学レンズや小型のガラス装飾品がガラス税を免除されるよう規定が変更された。
1835年の報告書を受けて、フリントガラスの税率が6ポンドから2ポンドに下げられると、脱税フリントガラスがほぼ消滅し、廃業した工場が操業を再開し、新しい工場も建設された。そして、第2次ピール内閣期の1845年にはガラス税が廃止された。この年のガラス税の税収は約60万ポンドだったという。
ガラス税が廃止されたとき、ガラス税は『ランセット』誌で「300%以上という巨額のガラス税は衛生面でみると、政府が国に与えられる最も残酷な打撃であり、穀物法など必須品への税金と同等の残酷さである。（中略）町中の住居における光の欠乏はガラスの莫大な値段を理由とし、都市の不健康さの主因と普遍的に認められている」と批判された。

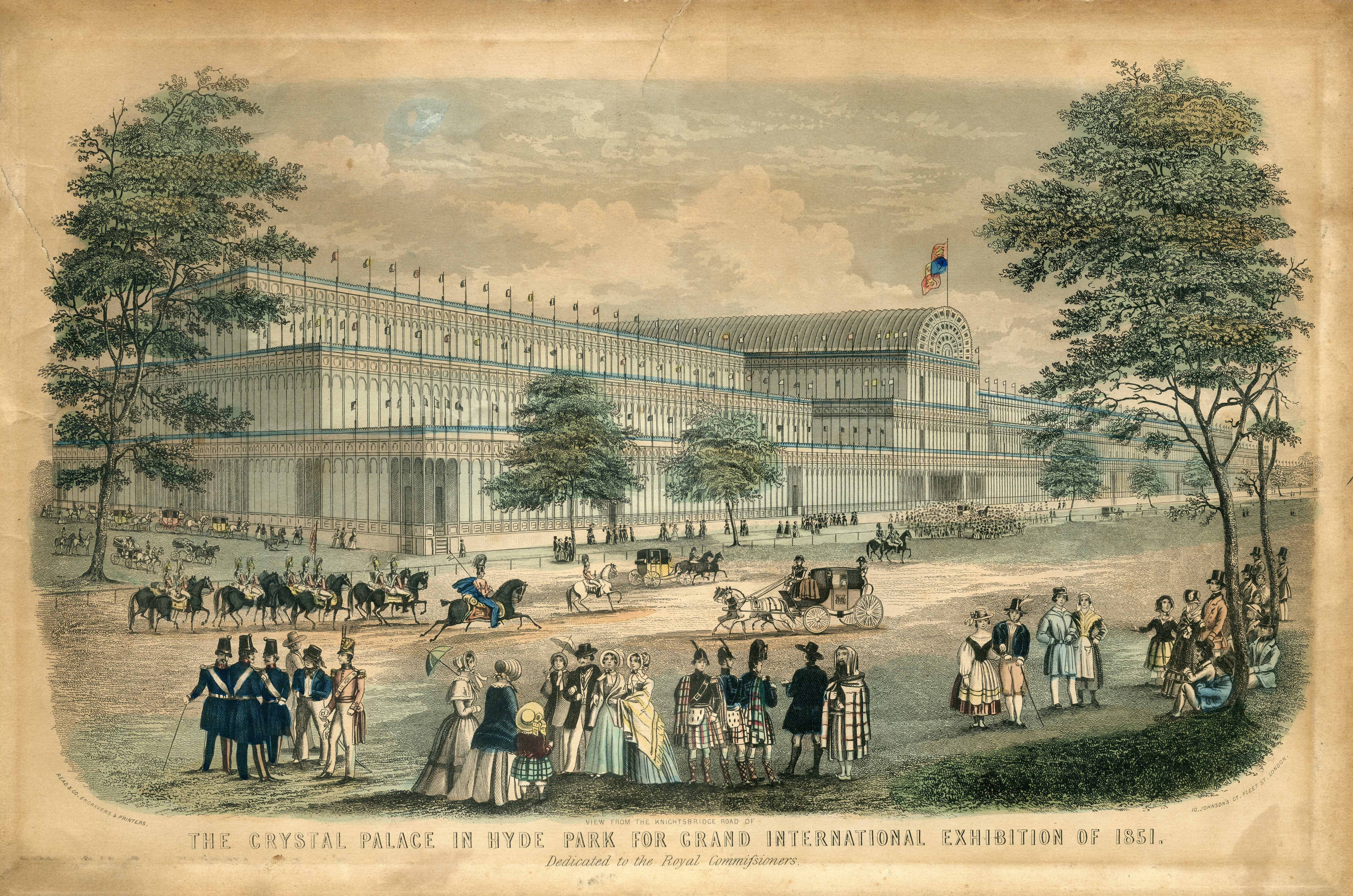
水晶宮

ウィルソン・ウォール（Wilson Wall）によれば、ガラス税の廃止によりレンズの作製失敗に税金が課されることがなくなり、新製品の開発への妨げがなくなった。これによりチャンス・ブラザーズが1851年のロンドン万国博覧会の会場である水晶宮に使用するガラスを供給できた。タッド・ローガン（Thad Logan）によれば、ガラス税が廃止された後、イングランドのガラス業者はそれまでボヘミアガラスが主流を占めた有色ガラスの生産に参入できるようになり、ハイエンドではトマス・ウェブ、ジェームズ・ポウェル、クリストファー・ドレッサーらの美術品のようなガラス装飾、ミドルエンドでは花瓶を主とする装飾品がよくみられた。